# Hans von Blixen-Finecke (1916-2005)
Pour les articles homonymes, voir Hans von Blixen-Finecke, Blixen et Finecke.
Hans von Blixen-Flicken, né le 20 juin 1916 à Linköping et mort le 16 février 2005 à Penzance (Royaume-Uni), est un cavalier suédois de concours complet. Il est le fils du cavalier du même nom et le neveu par alliance de Karen Blixen.

## Carrière
Hans von Blixen-Finecke participe aux Jeux olympiques d'été de 1952 à Helsinki. Il remporte deux médailles d'or avec le cheval Jubul, en concours complet individuel et par équipe. Le cavalier suédois dispute aussi les Jeux olympiques de 1956 à Stockholm, terminant vingt-quatrième du concours complet individuel.